# Удивительная история, похожая на сказку
«Удивительная история, похожая на сказку» — фильм режиссёра Бориса Долина, снятый по мотивам сказки Ханса Кристиана Андерсена «Гадкий утёнок» на студии «Моснаучфильм». Действие перенесено в 1960-е годы.
Фильм снимали в заповеднике «Аскания-Нова».
Премьера состоялась 27 декабря 1966 года.

## Сюжет
Мальчик нашёл лебединое яйцо и подбросил его в курятник. Через некоторое время из яйца вылупился «утёнок», который с самого рождения почувствовал себя чужим в  птичьем обществе. Курица, заботясь о своих цыплятах, демонстративно игнорировала чужака, индюки над ним смеялись, речные утки не замечали.
Во время странствий утёнок подслушивал, о чём говорят между собой птицы. Старый страус рассказывал, как в Южной Америке он бежал от всадников, стремясь отвлечь их внимание от маленьких страусят. Полярный гусь вспоминал, как на остров Врангеля, где он жил с семьёй, пришли орнитологи и стали окольцовывать птиц.
Несколько раз утёнок был на краю гибели. Предупредив журавлей о приближении лисицы, он повредил крылья. Дед-рыбак принёс его, раненого, в дом, намереваясь приготовить гуся с яблоками. Первый раз утёнка спасла внучка рыбака, второй — смотритель маяка, который вылечил птицу и отпустил её.
Смешавшись с лебединой стаей, утёнок не сразу догадался, почему его больше не прогоняют. Потом увидел своё отражение в воде и понял: он стал таким же, как они, — прекрасным лебедем.

## Цитата от рецензента
Чем свободнее владеет художник мыслью и символами сюжета, чем своеобразнее трансформирует его соответственно времени и своему вкусу, тем более глубокий творческий смысл приобретает произведение. Сказка как бы заново рождается. Именно так поступил режиссёр Б. Долин, известный своим умением тонко постигать суть явлений природы и её «взаимоотношений» с человеком.
— «Спутник кинозрителя», 1966, № 12

## Роли исполняли
| Актёр                                    | Роль                       |
| ---------------------------------------- | -------------------------- |
| Олег Жаков                               | смотритель маяка           |
| Валентин Маклашин (в титрах Е. Маклашин) | дед-рыбак                  |
| Александр Хотоевич                       | мальчик, нашедший яйцо     |
| Татьяна Антипина                         | внучка рыбака              |
| Николай Ростов                           | эпизод                     |
| Виктор Живага                            | эпизод                     |
| Георгий Вицин                            | авторский закадровый текст |

## Съёмочная группа
- Борис Долин — режиссёр
- Борис Долин, Григорий Ягдфельд — авторы сценария
- Эдуард Эзов — оператор
- Алексей Муравлёв — композитор
- Михаил Галкин — художник

## Награды и фестивали
- 1966 — Венецианский кинофестиваль (конкурс фильмов для детей и юношества) — почётный диплом
- 1966 — Международная киноярмарка в Милане — диплом жюри
- 1967 — Международный кинофестиваль детских и юношеских фильмов в Готвальдове (Чехословакия) — второе место по итогам зрительского голосования
- 1972 — Государственная премия РСФСР имени братьев Васильевых (режиссёру Борису Долину) за фильмы «Слепая птица», «Удивительная история, похожая на сказку», «Дом Брема», «Король гор и другие»[3]